# Puchner Ferenc
Puchner Ferenc (Dorog, 1930. május 18. –) okleveles építészmérnök. Diplomáját a Budapesti Műszaki Egyetemen szerezte 1954-ben.

## Élete
A Dorogi Szénbányák Vállalatnál kezdte pályafutását, mint műszaki ellenőr, a Beruházási osztály vezetőhelyettese, a Karbantartási és Építési Üzem főmérnöke. A vállalt központjában csoportvezető, megbízott osztályvezető. 1971-től a Tervező Iroda főmérnöke, majd 1993-as nyugdíjazásáig igazgatója. 1989-től a város főépítésze volt. 1973-1989 között a Dorogiak Dorogért mozgalom titkára. Alapítója a Wendlingen-Dorog Baráti Egyesületnek. 1998-2005 között a Német Nemzetiségi Kisebbségi Önkormányzat elnöke. 2006-tól Esztergomban él.

## Jelentősebb munkái
- Kesztölc, Hősök tere – 1994
- Dorogi Jubileumi tér – 1981
- Hősök tere II. világháborús emlékkövek – 1993
- Templom téri kitelepítési emlékmű építészeti tervei 1993–1997
- A dorogi temető díszburkolatának tervei – 1993
- Petőfi-emlékmű rekonstrukciós tervei – 1998

## Kitüntetései
- 27 üzemi, vállalati, társadalmi és közéleti elismerés
- Munka Érdemrend ezüst (1976) és arany fokozata (1985)
- Pro Urbe díj – 1996
- Dorogiak Dorogért Alapítvány elismerő oklevele

## Művei
- Ipari és vegyipari hulladékok, valamint kommunális szemét elhelyezésének problémái Dorogon (1975)
- Dorog levegőszennyeződési problémái, üzemi tapasztalatok bányabeli vízvédelmi gátak létesítése
- Kavicsbányászat és földvédelem (1984)